# Piero Taruffi
Pierino Antonio Alberto Taruffi, detto Piero (Albano Laziale, 12 ottobre 1906 – Roma, 12 gennaio 1988), è stato un pilota automobilistico, pilota motociclistico e progettista italiano.

## Biografia
Eccellente pilota, recordman, collaudatore e progettista, il suo palmarès è talmente vasto da poter essere confrontato solamente con quello dei più grandi piloti di tutti i tempi. Taruffi si aggiudicò moltissime e prestigiose gare di automobilismo e motociclismo sportivo. Oltre ad aver conquistato diversi record mondiali di velocità, ha progettato importanti innovazioni tecniche e contribuito allo sviluppo di svariati prototipi, tra i quali la celeberrima Rondine, considerata la prima motocicletta dell'era moderna.
Pur ritenendosi maggiormente portato verso le corse in moto, Taruffi è riuscito a conquistare la vittoria nelle tre più importanti gare mondiali automobilistiche su tracciato stradale: la Targa Florio nel 1954, la Carrera Panamericana nel 1951 e la Mille Miglia nel 1957. Vinse anche la 1000 km del Nurburgring 1956, due edizioni del Giro di Sicilia (1954 e 1955), l'Aosta-Gran San Bernardo 1949 e fu secondo nella Coppa d'Oro delle Dolomiti del 1953. Con la vittoria nella Mille Miglia, trofeo a lungo inseguito con ben 15 partecipazioni senza successo, a cinquant'anni si ritirò dalle corse. Il suo resta un palmares ineguagliabile: non a caso Tazio Nuvolari lo definì "il più grande stradista di tutti i tempi".
Dopo la vittoria nella Carrera Panamericana del 1951 la stampa messicana gli affibbiò il soprannome di El zorro plateado (La volpe argentata), per la precoce canizie e per lo stile di guida mai irruente e sempre teso a sfruttare ogni potenzialità del mezzo meccanico.

### Gli inizi sportivi
La vita di Taruffi fu improntata al mito futurista che spingeva l'uomo al raggiungimento della velocità, con qualsiasi mezzo.

Piero Taruffi nel 1957

Taruffi iniziò nella prima metà degli anni venti con la vittoria nel campionato italiano universitario di sci, e un 4º posto in quello francese. Nel 1928 fece parte della squadra di canottaggio che conquistò il titolo europeo nella specialità "otto con".
La grande passione di Taruffi fu però il motore. Da adolescente nel 1923 aveva gareggiato nella corsa Roma-Viterbo, vincendola, con la Fiat 501 del padre Pompeo, noto chirurgo romano, che vedeva di buon occhio l'entusiasmo sportivo del figlio, purché andasse di pari passo con gli studi.
Avuta in regalo una AJS 350, la truccò e partecipò alla stagione del 1925, conquistando la vittoria nella classe 350 sul circuito di Monte Mario, all'epoca importante gara locale di velocità in salita. Si iscrisse poi al Gran Premio di Roma, nel quale fu costretto al ritiro.

### La Rondine
Uno degli obiettivi della Gilera era la conquista del record di velocità. A questo scopo viene utilizzata almeno una delle sei Rondine nate alla C.N.A. e trasferite alla Gilera nel 1936. Il veicolo, sviluppato nella galleria del vento della Caproni, viene dotato di carenatura integrale con una grande pinna stabilizzatrice e un telaio appositamente costruito. La moto ha inoltre il motore potenziato, il telaio allungato e le ruote modificate, e i pistoni adatti alla alimentazione ad alcool. Si tenta prima il record sulle medie distanze, poi le distanze più brevi e il Km e il miglio lanciato. E’ Taruffi il 29 aprile a guidare la moto sulla Bergamo-Brescia. Sono battuti tutti i record precedenti di una decina di chilometri orari. Il 2 ottobre dello stesso anno, sullo stesso tratto stradale, Taruffi conquista anche i record sui 5 km, 5 miglia, 10 km, 10 miglia, già detenuti da Henne (BMW) e Handley (F.N.), con una media di 274,933 km/h sui 5 km. Il record raggiunto è valevole anche per le classi 750 e 1000. Il 13 dello stesso mese viene battuto anche il record sul miglio con partenza lanciata (272,064 km/h di velocità, con un passaggio di addirittura 272,324 km/h di media) e quello con partenza da fermo. Il record assoluto arriva il 21 ottobre 1937, tra il km 80 ed 82 della Bergamo-Brescia. Piero Taruffi raggiunge la media 274,181. 
Resta un solo rammarico: essendo di soli 45 millesimi di secondo superiore a quello di Fernihough (Brough Superior) è valevole per le classi 500 e 750 ma non per la 1000. Nel 1939 Taruffi migliora ancora i record sulle medie distanze, superando i 205 km/h nel primato dell’ora.

### La carriera in Formula 1
Debutta in Formula 1 nella prima stagione iridata, nel 1950, con un'Alfa Romeo.
Nelle stagioni successive entra nella Scuderia Ferrari, dove è compagno di squadra di campioni come Nino Farina e Alberto Ascari. Nel 1952 raggiunse il terzo posto nel mondiale, suo miglior risultato di sempre, anche grazie alla vittoria nel Gran Premio di Svizzera, prova di apertura del campionato. Nel 1953 entra a far parte della  Lancia, i cui ambiziosi programmi sportivi prevedevano la partecipazione ai massimi livelli nelle gare di durata e successivamente il debutto in Formula 1 a partire dalla stagione 1955. L'incidente mortale di Alberto Ascari stravolgerà i piani di Vincenzo Lancia e della sua Squadra Corse. Nel finale di stagione 1955 entra a far parte dello squadrone Mercedes-Benz, andando a completare un quartetto formidabile con Juan Manuel Fangio, Stirling Moss e Karl Kling. 

### La Cisitalia

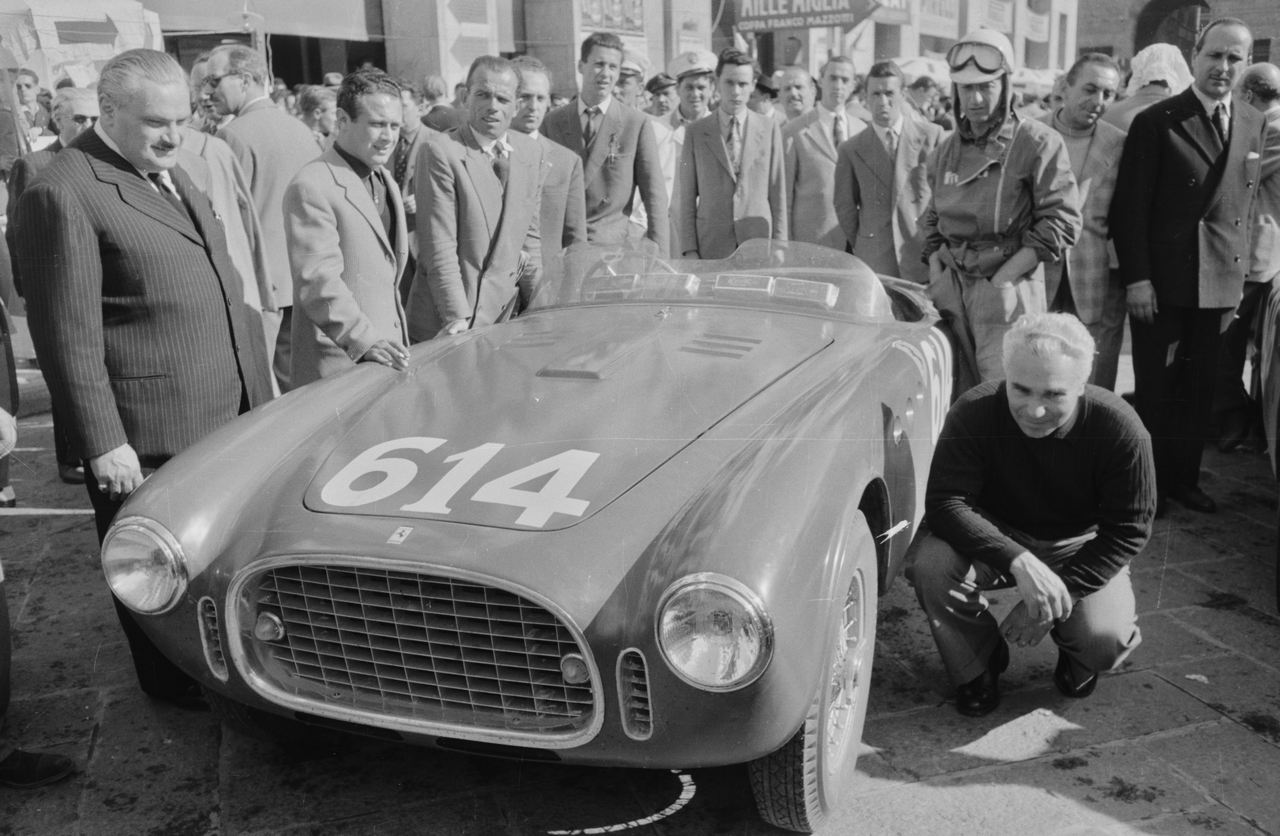
Piero Taruffi (accovacciato a destra) con la Ferrari 340 America Spyder Vignale numero 614 alla Mille Miglia 1952 con il pilota Mario Vandelli (dietro di lui col casco).

Il 1º luglio 1946 a Torino Taruffi fonda insieme all'amico e collega Piero Dusio la Cisitalia (acronimo di Compagnia Industriale Sportiva Italiana) che rimase attiva fino al 1963.
L'inizio effettivo dell'attività può essere fatta coincidere con la decisione dell'8 marzo 1946 (resa effettiva il 1º luglio dello stesso anno) di modificare la preesistente Manifatture Bosco-Compagnia Industriale Sportiva Italia Cisitalia Società per Azioni in Cisitalia Società per Azioni provvedendo contemporaneamente ad un congruo aumento del capitale sociale portato da 5.000.000 a 99.999.900 lire.

### Il Tarf

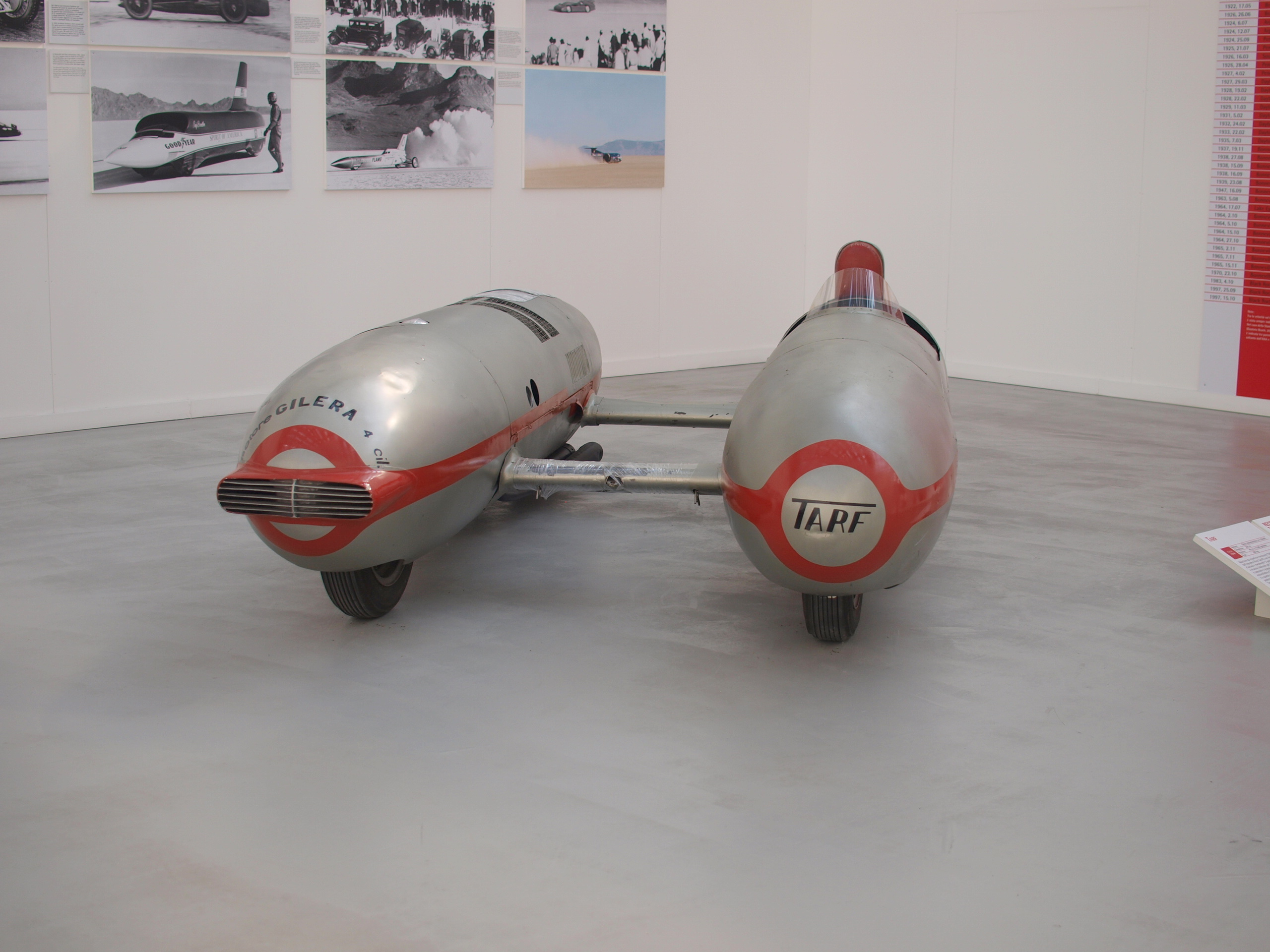
Il bisiluro Tarf

Veicolo da record a quattro ruote, progettato, realizzato e pilotato da Taruffi, con il quale sul circuito di Montlhéry superò la velocità di 200 km/h, nel 1954, con un motore da 500 cm³ aspirato.
Un "siluro" ospitava il pilota, e l'altro un motore motociclistico Gilera, derivato dalla CNA Rondine, al cui sviluppo Taruffi aveva collaborato.

### La Mille Miglia

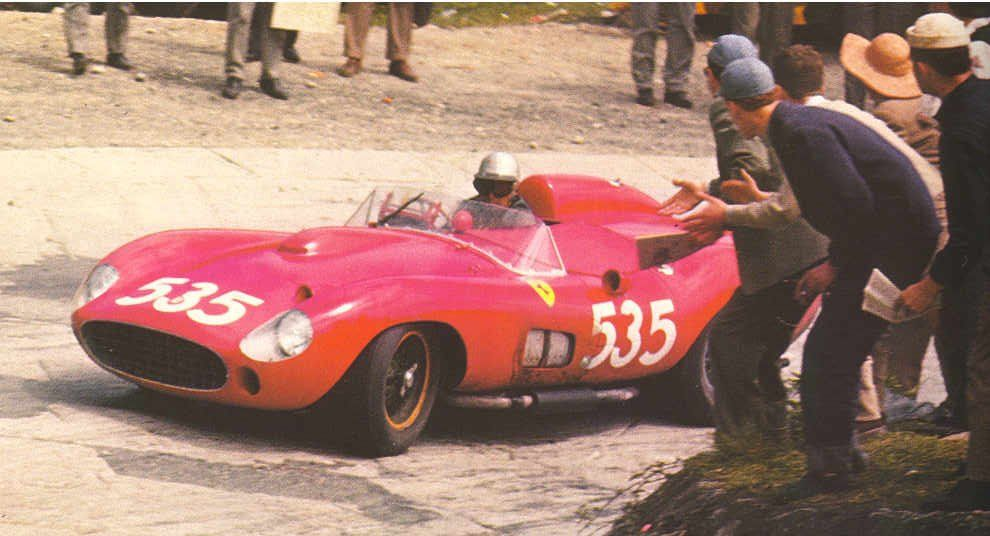
Piero Taruffi a bordo della Ferrari 315 S numero 535 durante la Mille Miglia 1957 nella quale si aggiudicò la gara.

Prese parte nella sua carriera a 16 edizione della Mille Miglia.
Nel 1957 Taruffi con la scuderia Ferrari vinse l'ultima edizione della prestigiosa corsa, funestata dalla tragedia di Guidizzolo. Aveva partecipato a 15 edizioni, dove era al massimo arrivato secondo.
Dopo quella vittoria, a cinquant'anni, Taruffi si ritirò dalle corse.

### L'attività ingegneristica e divulgativa

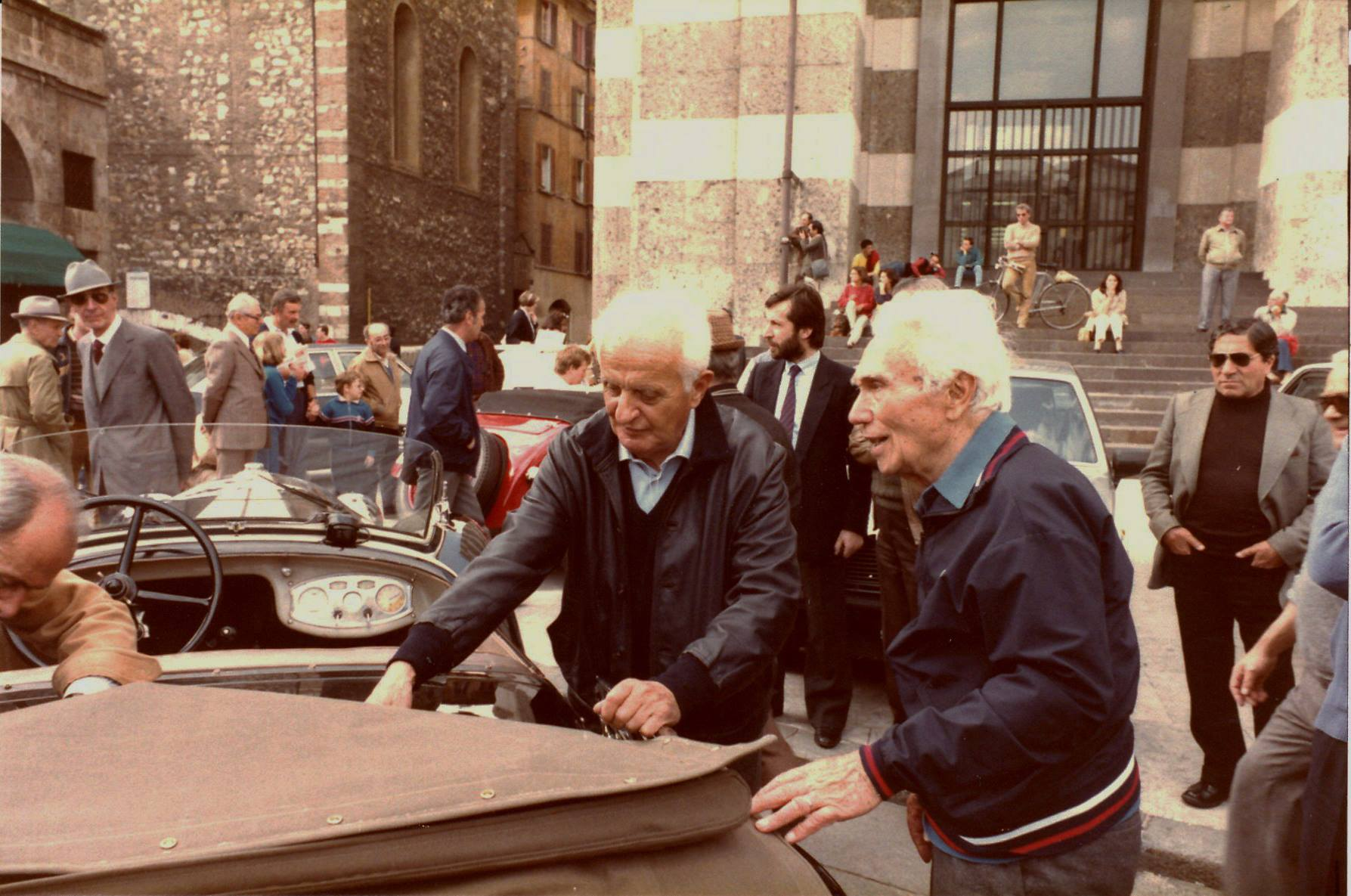
Taruffi (a destra) insieme a Villoresi (al centro) alla Mille Miglia 1984

Piero Taruffi scrisse nel 1953 il libro "Tecnica e pratica della guida automobilistica da corsa", pubblicato dalla Ars Nova, oggi irreperibile.
A partire dal 1962 diede inizio a un'intensa attività giornalistica, quale tester e commentatore tecnico d'eccezione per il periodico L'Automobile, organo di stampa ufficiale dell'Automobile Club d'Italia, mantenendo l'incarico fino agli anni settanta. È stato il precursore di invenzioni come l'Abs e l'Asr. Inoltre ha collaborato per lo sviluppo dei primi motori elettrici.
Piero Taruffi muore nel 1988 ed è sepolto nella tomba di famiglia al cimitero del Verano, a Roma. 
Dal 12 ottobre 2006, l'autodromo di Vallelunga, di cui era stato uno dei progettisti, venne intitolato a suo nome; inoltre, gli è stata intitolata una via nel comune di Albano Laziale, dove nacque nel 1906.

## Risultati

### Formula 1
| 1950 | Scuderia   | Vettura |  |  |  |  |  |  |      |  |  | Punti | Pos. |
| ---- | ---------- | ------- |  |  |  |  |  |  | ---- |  |  | ----- | ---- |
| 1950 | Alfa Romeo | 158     |  |  |  |  |  |  | Rit* |  |  | 0     |      |

| 1951 | Scuderia | Vettura |   |  |     |  |  |   |   |     |  | Punti | Pos. |
| ---- | -------- | ------- | - |  | --- |  |  | - | - | --- |  | ----- | ---- |
| 1951 | Ferrari  | 375 F1  | 2 |  | Rit |  |  | 5 | 5 | Rit |  | 10    | 6º   |

| 1952 | Scuderia | Vettura |   |  |     |   |   |   |  |   |  | Punti | Pos. |
| ---- | -------- | ------- | - |  | --- | - | - | - |  | - |  | ----- | ---- |
| 1952 | Ferrari  | 500     | 1 |  | Rit | 3 | 2 | 4 |  | 7 |  | 22    | 3º   |

| 1954 | Scuderia | Vettura |  |  |  |  |  |   |  |  |  | Punti | Pos. |
| ---- | -------- | ------- |  |  |  |  |  | - |  |  |  | ----- | ---- |
| 1954 | Ferrari  | 625 F1  |  |  |  |  |  | 6 |  |  |  | 0     |      |

| 1955 | Scuderia             | Vettura     |  |    |  |    |  |   |   |  |  | Punti | Pos. |
| ---- | -------------------- | ----------- |  | -- |  | -- |  | - | - |  |  | ----- | ---- |
| 1955 | Ferrari Daimler Benz | 555 F1 W196 |  | 8† |  | NP |  | 4 | 2 |  |  | 9     | 6º   |

| 1956 | Scuderia            | Vettura  |  |  |  |  |     |  |  |     |  | Punti | Pos. |
| ---- | ------------------- | -------- |  |  |  |  | --- |  |  | --- |  | ----- | ---- |
| 1956 | Maserati Vandervell | 250F VW2 |  |  |  |  | Rit |  |  | Rit |  | 0     |      |

| Legenda | 1º posto     | 2º posto | 3º posto    | A punti         | Senza punti/Non class.  | Grassetto – Pole position Corsivo – Giro più veloce |
| Legenda | Squalificato | Ritirato | Non partito | Non qualificato | Solo prove/Terzo pilota | Grassetto – Pole position Corsivo – Giro più veloce |

* Indica una guida condivisa con Juan Manuel Fangio.
† Indica una guida condivisa con Paul Frère.

### Campionato europeo di automobilismo
| 1935    | Scuderia        | Vettura             | MON | FRA | BEL | GER | SVI | ITA | SPA | Punti | Posizione |
| ------- | --------------- | ------------------- | --- | --- | --- | --- | --- | --- | --- | ----- | --------- |
| 1935    | Bugatti         | Bugatti Tipo 59     |     |     | 6   | Rit |     | 5   |     | 47    | 15º       |
| 1938    | Scuderia        | Vettura             | FRA | GER | SVI | ITA |     |     |     | Punti | Posizione |
| 1938    | Scuderia Torino | Alfa Romeo Tipo 308 |     | Rit | 6   | -   |     |     |     | 26    | 12º       |
| 1938    | Alfa Corse      | Alfa Romeo Tipo 312 |     | -   | -   | Rit |     |     |     | 26    | 12º       |
| Legenda |                 |                     |     |     |     |     |     |     |     |       |           |

### Gran Premi di automobilismo
| Anno    | Squadra                   | Costruttore | Vettura          | 1       | 2       | 3   | 4   | 5   | 6   |
| ------- | ------------------------- | ----------- | ---------------- | ------- | ------- | --- | --- | --- | --- |
| 1933    | Scuderia Ferrari          | Alfa Romeo  | Alfa Romeo Monza | MON     | FRA Rit | BEL | ITA | SPA |     |
| 1933    | Piero Taruffi             | Maserati    | Maserati 8CM     |         |         |     | Rit |     |     |
| 1933    | Officine Alfieri Maserati | Maserati    | Maserati 8CM     |         |         |     |     | Rit |     |
| 1934    | Officine Alfieri Maserati | Maserati    | Maserati 4C 2500 | MON Rit | FRA     | GER | BEL | ITA | SPA |
| Legenda |                           |             |                  |         |         |     |     |     |     |

### Sportprototipi

#### Campionato mondiale vetture sport
| 1953 | Scuderia         | Vettura                      | Stati Uniti (bandiera) | Italia (bandiera)      | Francia (bandiera) | Belgio (bandiera)         | Germania Ovest (bandiera) | Regno Unito (bandiera) | Messico (bandiera)   |
| ---- | ---------------- | ---------------------------- | ---------------------- | ---------------------- | ------------------ | ------------------------- | ------------------------- | ---------------------- | -------------------- |
| 1953 | Scuderia Lancia  | Lancia D20 Lancia D24        |                        | Rit                    | Rit                |                           | Rit                       |                        | 2                    |
| 1954 | Scuderia         | Vettura                      | Argentina (bandiera)   | Stati Uniti (bandiera) | Italia (bandiera)  | Francia (bandiera)        | Regno Unito (bandiera)    | Messico (bandiera)     |                      |
| 1954 | Scuderia Lancia  | Lancia D24                   |                        | SQ                     | Rit                |                           | 2                         |                        |                      |
| 1954 | Floyd Clymer     | Ford 6                       |                        |                        |                    |                           |                           | 34                     |                      |
| 1955 | Scuderia         | Vettura                      | Argentina (bandiera)   | Stati Uniti (bandiera) | Italia (bandiera)  | Francia (bandiera)        | Regno Unito (bandiera)    | Italia (bandiera)      |                      |
| 1955 | Luigi Chinetti   | Ferrari 750 Monza            |                        | 5                      |                    |                           |                           |                        |                      |
| 1955 | Scuderia Ferrari | Ferrari 118 LM Ferrari 857 S |                        |                        | Rit                |                           | 6                         |                        |                      |
| 1956 | Scuderia         | Vettura                      | Argentina (bandiera)   | Stati Uniti (bandiera) | Italia (bandiera)  | Germania Ovest (bandiera) | Svezia (bandiera)         |                        |                      |
| 1956 | Maserati         | Maserati 300S                |                        | 5                      | Rit                | 1                         | Rit                       |                        |                      |
| 1957 | Scuderia         | Vettura                      | Argentina (bandiera)   | Stati Uniti (bandiera) | Italia (bandiera)  | Germania Ovest (bandiera) | Francia (bandiera)        | Svezia (bandiera)      | Venezuela (bandiera) |
| 1957 | Lindsay Hopkins  | Chevrolet Corvette SS        |                        | Rit                    |                    |                           |                           |                        |                      |
| 1957 | Scuderia Ferrari | Ferrari 315 S                |                        |                        | 1                  |                           |                           |                        |                      |

#### 24 Ore di Le Mans
| Anno | Classe | N° | Gomme | Vettura                                | Squadra         | Co-pilota        | Giri | Pos. Assol. | Pos. di Classe |
| ---- | ------ | -- | ----- | -------------------------------------- | --------------- | ---------------- | ---- | ----------- | -------------- |
| 1953 | S 8.0  | 30 | P     | Lancia D20 Lancia 2.7L Supercharged V6 | Scuderia Lancia | Umberto Maglioli | 117  | Rit         | Rit            |

#### 12 Ore di Sebring
| Anno    | Scuderia                  | Costruttore | Vettura               | Numero | Categoria | Classe | Co-Pilota                 | Giri | Risultato assoluto | Risultato di classe |
| ------- | ------------------------- | ----------- | --------------------- | ------ | --------- | ------ | ------------------------- | ---- | ------------------ | ------------------- |
| 1954    | Scuderia Lancia           | Lancia      | Lancia D24            | 38     | Sport     | S 5.0  | Robert Manzon             | 161  | SQ                 | SQ                  |
| 1955    | Luigi Chinetti            | Ferrari     | Ferrari 750 Monza     | 28     | Sport     | S 3.0  | Harry Schell              | 177  | 5º                 | 4º                  |
| 1956    | Officine Alfieri Maserati | Maserati    | Maserati 300S         | 24     | Sport     | S 3.0  | Jean Behra Cesare Perdisa | 186  | 5º                 | 2º                  |
| 1957    | Lindsay Hopkins           | Chevrolet   | Chevrolet Corvette SS | 1      | Sport     | S 5.0  | John Fitch                | 23   | Rit                | Rit                 |
| Legenda |                           |             |                       |        |           |        |                           |      |                    |                     |

#### 1000 km del Nürburgring
| Anno    | Scuderia                  | Costruttore | Vettura       | Numero | Categoria | Classe | Co-Pilota                             | Giri | Risultato assoluto | Risultato di classe |
| ------- | ------------------------- | ----------- | ------------- | ------ | --------- | ------ | ------------------------------------- | ---- | ------------------ | ------------------- |
| 1953    | Scuderia Lancia           | Lancia      | Lancia D24    | 6      | Sport     | S      | Robert Manzon                         | 15   | Rit                | Rit                 |
| 1956    | Officine Alfieri Maserati | Maserati    | Maserati 300S | 6      | Sport     | S +2.0 | Jean Behra Harry Schell Stirling Moss | 44   | 1º                 | 1º                  |
| Legenda |                           |             |               |        |           |        |                                       |      |                    |                     |

#### Mille Miglia
| Anno    | Scuderia                  | Costruttore | Vettura                                   | Numero | Categoria | Classe    | Co-Pilota                    | Risultato assoluto | Risultato di classe |
| ------- | ------------------------- | ----------- | ----------------------------------------- | ------ | --------- | --------- | ---------------------------- | ------------------ | ------------------- |
| 1930    |                           | Bugatti     | Bugatti T43                               | 103    | Sport     | S 3.0     | Lelio Pellegrini             | Rit                | Rit                 |
| 1931    |                           | Itala       | Itala 61                                  | 90     | Sport     | S +1.1    | Francesco Matrullo           | Rit                | Rit                 |
| 1932    | Scuderia Ferrari          | Alfa Romeo  | Alfa Romeo 8C 2300 Corto Spider Zagato    | 85     | Sport     | S +1.5    | Eugenio Siena                | Rit                | Rit                 |
| 1933    | Scuderia Ferrari          | Alfa Romeo  | Alfa Romeo 8C 2300 Corto Spider Zagato    | 90     | Sport     | S/TP +1.5 | Lelio Pellegrini Quarantotti | 3º                 | 3º                  |
| 1934    | Maserati                  | Maserati    | Maserati 4CS 1100                         | 8      | Sport     | S 1.1     | Guerino Bertocchi            | 5º                 | 1º                  |
| 1938    |                           | Fiat        | Fiat 1100 508C MM Berlinetta Savio        | 55     | Sport     | SN 1.1    | Francesco Carena             | 16º                | 1º                  |
| 1940    | Écurie Walter Watney      | Delage      | Delage D6-3L                              | 77     | ?         | 3.0       | Luigi Chinetti               | Rit                | Rit                 |
| 1947    |                           | Cisitalia   | Cisitalia 202 SMM Berlinetta Aerodinamica | 150    | Sport     | S 1.1     | "Buzzi"                      | Rit                | Rit                 |
| 1948    |                           | Cisitalia   | Cisitalia 1200 Berlinetta Aerodinamica    | 7      | Sport     | S 2./+2.0 | Domenico Rabbia              | Rit                | Rit                 |
| 1949    | Scuderia Ferrari          | Ferrari     | Ferrari 166 MM Barchetta Touring          | 642    | Sport     | S +1.1    | Senesio Nicolini             | Rit                | Rit                 |
| 1952    | Scuderia Ferrari          | Ferrari     | Ferrari 340 America Spider Vignale        | 614    | Sport     | S +2.0    | Mario Vandelli               | Rit                | Rit                 |
| 1953    | Scuderia Lancia           | Lancia      | Lancia D20 Pininfarina                    | 635    | Sport     | S +2.0    | "Gobbetti"                   | Rit                | Rit                 |
| 1954    | Scuderia Lancia           | Lancia      | Lancia D24                                | 547    | Sport     | S +2.0    |                              | Rit                | Rit                 |
| 1955    | Scuderia Ferrari          | Ferrari     | Ferrari 118 LM Scaglietti                 | 728    | Sport     | S +2.0    |                              | Rit                | Rit                 |
| 1956    | Officine Alfieri Maserati | Maserati    | Maserati 300S                             | 553    | Sport     | S +2.0    |                              | Rit                | Rit                 |
| 1957    | Scuderia Ferrari          | Ferrari     | Ferrari 315 S                             | 535    | Sport     | S +2.0    |                              | 1º                 | 1º                  |
| Legenda |                           |             |                                           |        |           |           |                              |                    |                     |

#### Carrera Panamericana
| Anno    | Scuderia                  | Costruttore | Vettura                   | Numero | Categoria     | Classe | Co-Pilota      | Giri | Risultato assoluto | Risultato di classe |
| ------- | ------------------------- | ----------- | ------------------------- | ------ | ------------- | ------ | -------------- | ---- | ------------------ | ------------------- |
| 1950    | Automobile Club d’Italia  | Alfa Romeo  | Alfa Romeo 6C 2500        | 90     | Sport Turismo | ST     | Isidoro Ceroli | 9    | 4º                 | 4º                  |
| 1951    | Centro Deportivo Italiano | Ferrari     | Ferrari 212 Inter Vignale | 34     | -             | -      | Luigi Chinetti | 8    | 1º                 | -                   |
| 1952    |                           | Oldsmobile  | Oldsmobile 88             | 157    | Turismo       | T      |                | 8    | 17º                | 11º                 |
| 1953    | Scuderia Lancia           | Lancia      | Lancia D24 Pininfarina    | 22     | Sport         | S +1.6 | Luigi Maggio   | 8    | 2º                 | 2º                  |
| 1954    | Floyd Clymer              | Ford        | Ford 6                    | 331    | Sport Turismo | ST     | Bob Feurchelm  | 8    | 34º                | 8º                  |
| Legenda |                           |             |                           |        |               |        |                |      |                    |                     |

#### Targa Florio
| Anno    | Scuderia   | Costruttore | Vettura            | Numero | Categoria | Classe | Co-Pilota       | Giri | Risultato assoluto | Risultato di classe |
| ------- | ---------- | ----------- | ------------------ | ------ | --------- | ------ | --------------- | ---- | ------------------ | ------------------- |
| 1938    | Torino     | Maserati    | Maserati 6 CM 1500 | 18     | ?         | 1.5    |                 | 0    | NP                 | NP                  |
| 1939    | Ambrosiana | Maserati    | Maserati 6 CM 1500 | 16     | ?         | 1.5    |                 | 40   | 2º                 | 2º                  |
| 1948    |            | Cisitalia   | Cisitalia 202 D    | 7      | Sport     | 1.1    | Domenico Rabbia | 1    | 2º                 | 2º                  |
| 1953    |            | Lancia      | Lancia D20         | 84     | ?         | libera |                 | 8    | Rit                | Rit                 |
| 1954    | Lancia     | Lancia      | Lancia D24         | 76     | Sport     | S +2.0 |                 | 8    | 1º                 | 1º                  |
| 1956    | Maserati   | Maserati    | Maserati 300 S     | 104    | Sport     | S +2.0 |                 | 8    | 3º                 | 3º                  |
| 1957    |            | Lancia      | Lancia Appia       | 194    | ?         | U      |                 | 8    | 2º                 | 2º                  |
| Legenda |            |             |                    |        |           |        |                 |      |                    |                     |

### Gare extra campionato
| Anno    | Vettura             | 1       | 2     | 3       | 4       | 5       | 6     |
| ------- | ------------------- | ------- | ----- | ------- | ------- | ------- | ----- |
| 1932    | Alfa Romeo          | ROM 2   | CCN 5 | CAC Rit | MNZ 8   |         |       |
| 1933    | Alfa Romeo Maserati | TRI 5   | EIF 3 | CAC 3   |         |         |       |
| 1934    | Maserati            | TRI Rit | CAC 3 |         |         |         |       |
| 1936    | Maserati            | TRI Rit |       |         |         |         |       |
| 1938    | Maserati            | ELO 4   | TRI 5 | TGF NP  |         |         | EDC 4 |
| 1938    | Alfa Romeo          |         |       |         | NÜR Rit | BRE 6   |       |
| 1939    | Maserati            | ELO Rit | TRI 4 | TGF 2   | CAR Rit | COC 4   | EDC 4 |
| 1946    | Delahaye            | MIL NQ  |       |         |         |         |       |
| 1947    | Cisitalia           | VEC 1   | ROM 1 | CMO 4   | VEN 1   |         | LOS 3 |
| 1947    | Maserati            |         |       |         |         | LOS Rit |       |
| 1948    | Cisitalia           | GEN Rit |       |         |         |         |       |
| 1948    | Alfa Romeo          |         | MNZ 4 |         |         |         |       |
| 1949    | Maserati            | BUA Rit |       |         |         |         |       |
| 1950    | Ferrari             |         |       |         |         |         | PRH 3 |
| 1950    | Maserati            | BUA Rit | SAM 3 | SAL Rit |         |         |       |
| 1951    | Ferrari             | BAR 3   |       |         |         |         |       |
| 1952    | Ferrari             | SIR 2   | VAL 2 | NAP 2   | MNT 1   | DUN 1   |       |
| 1957    | Maserati            | SIR 4   |       |         |         |         |       |
| Legenda |                     |         |       |         |         |         |       |

## Palmarès
Pur avendo profuso la maggior parte del suo impegno nel settore motoristico per la progettazione e sperimentazione tecnica, il palmarès di Taruffi comprende 44 vittorie (30 assolute e 14 di classe) su 136 gare automobilistiche disputate e 23 vittorie su 42 gare motociclistiche disputate, oltre al conseguimento di 39 record di velocità automobilistici e 53 motociclistici.

### Le affermazioni più importanti in moto
- 1925
  - Circuito di Monte Mario - Roma (AJS 350)
- 1927
  - Circuito di Monte Mario - Roma (Moto Guzzi 250)
- 1928
  - Circuito della Merluzza - Roma (Norton 500)
  - Circuito Caracciolo - Napoli (Norton 500)
  - Circuito del Poggione - Cutigliano (Norton 500)
  - Circuito di Palestrina (Norton 500)
  - Gran Premio Reale - Roma (Norton 500)
  - Motovelodromo Appio - Roma (Norton 500)
  - Circuito Vermicino - Rocca di Papa (Norton 500)
    - Campione italiano 2ª Categoria Classe 500
- 1929
  - Coppa Marino - Roma (Norton 500)
  - Pontelucano - Tivoli (Norton 500)
- 1930
  - Circuito di Belfiore - Mantova (Norton 500)
  - Coppa Marino - Roma (Norton 500)
  - Circuito Vermicino - Rocca di Papa (Norton 500)
- 1931
  - Circuito della Merluzza - Roma (Norton 500)
  - Gran Premio di Monza (Norton 500)
  - Circuito Vermicino - Rocca di Papa (Norton 500)
- 1932
  - Gran Premio d'Europa - Roma (Norton 500)
  - Gran Premio RMCI di Monza (Norton 500)
  - Circuito di Pesaro (Norton 500)
    - Campione d'Europa - classe 500
- 1933
  - Coppa del Mare - Livorno (Norton 500)
  - Circuito di Rimini (Norton 500)
- 1935
  - Gran Premio di Tripoli (Rondine 500)
  - Gran Premio di Pescara (Rondine 500)
  - 2 Record mondiali (Rondine 500)
- 1937
  - 18 Record mondiali (Gilera 500 4C)
- 1939
  - 33 Record mondiali  (Gilera 500 4C)

### Le affermazioni più importanti in auto
- 1930
  - Tunisi - Tripoli - Classe 2000 (Alfa Romeo 1750)
- 1931
  - Coppa del Cimino - Classe 2000 (Itala 2000)
  - Circuito di Bolsena (Alfa Romeo 2300)
  - Coppa Frigo (Alfa Romeo 2300)
- 1932
  - Coppa Gran Sasso - Classe 2500 (Alfa Romeo 2300)
  - Circuito di Bolsena (Alfa Romeo 2300)
- 1934
  - VIII Mille Miglia - Classe 1100 (Maserati 1100)
  - Criterium di Roma (Alfa Romeo 2300)
- 1938
  - XII Mille Miglia - Classe 1100 (FIAT 1100)
- 1947
  - Gran Premio di Tripoli - Classe 1500 (Maserati 1500)
  - Circuito di Vercelli (Cisitalia 1100)
  - Circuito di Caracalla - Classe 1100 (Cisitalia 1100)
  - Lido di Venezia - Classe 1100 (Cisitalia 1100)
- 1948
  - Giro di Sicilia - Classe 1100 (Cisitalia 1100)
  - Gran Premio di Berna (Cisitalia 1100)
- 1949
  - Susa-Moncenisio (Cisitalia 1200)
  - Gran San Bernardo (Cisitalia 1200)
- 1951
  - Carrera Messicana (Ferrari 2600)
- 1952
  - Circuito di Silverstone (Thinwall Special)
  - Gran Premio di Svizzera (Ferrari 2000)
  - Gran Premio di Parigi (Ferrari 500)
  - Ulster Trophy (Thinwall Special)
- 1954
  - Giro di Sicilia (Lancia 3300)
  - Targa Florio (Lancia 3300)
  - Catania-Etna (Lancia 3300)
- 1955
  - Giro di Sicilia (Ferrari 3750)
- 1956
  - Nürburgring (Maserati 3000)
- 1957
  - XXIV Mille Miglia (Ferrari 4000)

## Opere
- Tecnica e pratica della guida automobilistica da corsa, Edizioni Ars Nova, Roma, 1953, 1954, 1958, 1961, 1963, 1966
- Technique of Motor Racing, Robert Bentley Inc., Cambridge (Massachusetts), 1959, 1960, 1970
- Bandiera a scacchi, Stabilimento poligrafico Artioli, Modena-Milano, 1963
- L'Ecole du pilotage, Marabout Service, Verviers, 1968
- Guidare meglio con Taruffi, Milano, Mondadori, 1968